# McFarland, Wisconsin
McFarland är en ort (village) i Dane County i Wisconsin i USA. Vid 2020 års folkräkning hade McFarland 8 991 invånare.